# I liga urugwajska w piłce nożnej (1945)
- Mistrz Urugwaju 1945: CA Peñarol
- Wicemistrz Urugwaju 1945: Club Nacional de Football
- Spadek do drugiej ligi: Sud América Montevideo
- Awans z drugiej ligi: Progreso Montevideo

Mistrzostwa Urugwaju w roku 1945 były mistrzostwami rozgrywanymi według systemu, w którym wszystkie kluby rozgrywały ze sobą mecze każdy z każdym u siebie i na wyjeździe, a o tytule mistrza i dalszej kolejności decydowała końcowa tabela.

## Primera División

### Kolejka 1
| Mecz                                              |
| ------------------------------------------------- |
| Club Nacional de Football – Rampla Juniors 3:1    |
| CA Peñarol – Liverpool Montevideo 8:2             |
| River Plate Montevideo – Montevideo Wanderers 5:2 |
| Sud América Montevideo – Miramar Montevideo 4:2   |
| Defensor Sporting – Central Montevideo 2:1        |

### Kolejka 2
| Mecz                                                |
| --------------------------------------------------- |
| CA Peñarol – Montevideo Wanderers 3:1               |
| River Plate Montevideo – Sud América Montevideo 1:0 |
| Club Nacional de Football – Miramar Montevideo 1:1  |
| Defensor Sporting – Liverpool Montevideo 2:1        |
| Central Montevideo – Rampla Juniors 4:0             |

### Kolejka 3
| Mecz                                               |
| -------------------------------------------------- |
| Central Montevideo – Club Nacional de Football 3:3 |
| Miramar Montevideo – CA Peñarol 2:1                |
| River Plate Montevideo – Defensor Sporting 2:2     |
| Rampla Juniors – Sud América Montevideo 5:1        |
| Montevideo Wanderers – Liverpool Montevideo 3:1    |

### Kolejka 4
| Mecz                                                   |
| ------------------------------------------------------ |
| CA Peñarol – Rampla Juniors 2:0                        |
| River Plate Montevideo – Club Nacional de Football 4:3 |
| Miramar Montevideo – Liverpool Montevideo 3:2          |
| Central Montevideo – Montevideo Wanderers 3:1          |
| Defensor Sporting – Sud América Montevideo 5:3         |

### Kolejka 5
| Mecz                                                   |
| ------------------------------------------------------ |
| Club Nacional de Football – Sud América Montevideo 5:2 |
| CA Peñarol – Central Montevideo 4:1                    |
| Defensor Sporting – Montevideo Wanderers 2:1           |
| Rampla Juniors – Miramar Montevideo 2:2                |
| River Plate Montevideo – Liverpool Montevideo 1:0      |

### Kolejka 6
| Mecz                                              |
| ------------------------------------------------- |
| CA Peñarol – River Plate Montevideo 5:0           |
| Montevideo Wanderers – Sud América Montevideo 2:1 |
| Club Nacional de Football – Defensor Sporting 3:1 |
| Liverpool Montevideo – Rampla Juniors 2:2         |
| Central Montevideo – Miramar Montevideo 4:0       |

### Kolejka 7
| Mecz                                                 |
| ---------------------------------------------------- |
| Club Nacional de Football – Montevideo Wanderers 4:2 |
| CA Peñarol – Sud América Montevideo 4:0              |
| Central Montevideo – Liverpool Montevideo 2:2        |
| Rampla Juniors – River Plate Montevideo 4:1          |
| Defensor Sporting – Miramar Montevideo 2:1           |

### Kolejka 8
| Mecz                                              |
| ------------------------------------------------- |
| CA Peñarol – Club Nacional de Football 2:1        |
| Liverpool Montevideo – Sud América Montevideo 4:0 |
| Defensor Sporting – Rampla Juniors 2:2            |
| River Plate Montevideo – Central Montevideo 5:1   |
| Miramar Montevideo – Montevideo Wanderers 2:1     |

### Kolejka 9
| Mecz                                                 |
| ---------------------------------------------------- |
| Club Nacional de Football – Liverpool Montevideo 3:1 |
| CA Peñarol – Defensor Sporting 2:1                   |
| River Plate Montevideo – Miramar Montevideo 1:0      |
| Central Montevideo – Sud América Montevideo 3:2      |
| Rampla Juniors – Montevideo Wanderers 1:0            |

### Kolejka 10
| Mecz                                              |
| ------------------------------------------------- |
| Rampla Juniors – Club Nacional de Football 3:2    |
| CA Peñarol – Liverpool Montevideo 3:1             |
| River Plate Montevideo – Montevideo Wanderers 1:0 |
| Miramar Montevideo – Sud América Montevideo 1:0   |
| Defensor Sporting – Central Montevideo 1:1        |

### Kolejka 11
| Mecz                                                |
| --------------------------------------------------- |
| CA Peñarol – Montevideo Wanderers 3:0               |
| River Plate Montevideo – Sud América Montevideo 1:1 |
| Club Nacional de Football – Miramar Montevideo 3:0  |
| Liverpool Montevideo – Defensor Sporting 1:0        |
| Rampla Juniors – Central Montevideo 3:1             |

### Kolejka 12
| Mecz                                               |
| -------------------------------------------------- |
| Club Nacional de Football – Central Montevideo 2:0 |
| CA Peñarol – Miramar Montevideo 4:1                |
| Defensor Sporting – River Plate Montevideo 3:1     |
| Rampla Juniors – Sud América Montevideo 3:2        |
| Montevideo Wanderers – Liverpool Montevideo 1:1    |

### Kolejka 13
| Mecz                                                   |
| ------------------------------------------------------ |
| CA Peñarol – Rampla Juniors 5:2                        |
| River Plate Montevideo – Club Nacional de Football 1:1 |
| Liverpool Montevideo – Miramar Montevideo 6:0          |
| Central Montevideo – Montevideo Wanderers 3:0          |
| Defensor Sporting – Sud América Montevideo 4:2         |

### Kolejka 14
| Mecz                                                   |
| ------------------------------------------------------ |
| Club Nacional de Football – Sud América Montevideo 8:1 |
| CA Peñarol – Central Montevideo 3:1                    |
| Defensor Sporting – Montevideo Wanderers 1:1           |
| Miramar Montevideo – Rampla Juniors 3:0                |
| River Plate Montevideo – Liverpool Montevideo 0:0      |

### Kolejka 15
| Mecz                                              |
| ------------------------------------------------- |
| CA Peñarol – River Plate Montevideo 2:1           |
| Montevideo Wanderers – Sud América Montevideo 1:1 |
| Club Nacional de Football – Defensor Sporting 3:3 |
| Liverpool Montevideo – Rampla Juniors 1:0         |
| Central Montevideo – Miramar Montevideo 3:2       |

### Kolejka 16
| Mecz                                                 |
| ---------------------------------------------------- |
| Club Nacional de Football – Montevideo Wanderers 5:0 |
| CA Peñarol – Sud América Montevideo 6:1              |
| Central Montevideo – Liverpool Montevideo 3:2        |
| Rampla Juniors – River Plate Montevideo 1:1          |
| Defensor Sporting – Miramar Montevideo 3:2           |

### Kolejka 17
| Mecz                                              |
| ------------------------------------------------- |
| Club Nacional de Football – CA Peñarol 2:1        |
| Liverpool Montevideo – Sud América Montevideo 2:2 |
| Rampla Juniors – Defensor Sporting 2:1            |
| Central Montevideo – River Plate Montevideo 4:2   |
| Miramar Montevideo – Montevideo Wanderers 3:0     |

### Kolejka 18
| Mecz                                                 |
| ---------------------------------------------------- |
| Club Nacional de Football – Liverpool Montevideo 2:2 |
| CA Peñarol – Defensor Sporting 2:2                   |
| River Plate Montevideo – Miramar Montevideo 5:0      |
| Sud América Montevideo – Central Montevideo 3:1      |
| Rampla Juniors – Montevideo Wanderers 0:0            |

### Końcowa tabela sezonu 1945
| Poz | Klub                      | Mecze | Zw | Rem | Por | Pkt | BrZd | BrStr |
| --- | ------------------------- | ----- | -- | --- | --- | --- | ---- | ----- |
| 1   | CA Peñarol                | 18    | 15 | 1   | 2   | 31  | 60   | 19    |
| 2   | Club Nacional de Football | 18    | 10 | 5   | 3   | 25  | 54   | 28    |
| 3   | Defensor Sporting         | 18    | 8  | 6   | 4   | 22  | 37   | 31    |
| 4   | River Plate Montevideo    | 18    | 8  | 5   | 5   | 21  | 33   | 29    |
| 5   | Central Montevideo        | 18    | 8  | 3   | 7   | 19  | 39   | 37    |
| 6   | Rampla Juniors            | 18    | 7  | 5   | 6   | 19  | 31   | 33    |
| 7   | Liverpool Montevideo      | 18    | 4  | 6   | 8   | 14  | 31   | 35    |
| 8   | Miramar Montevideo        | 18    | 6  | 2   | 10  | 14  | 25   | 42    |
| 9   | Montevideo Wanderers      | 18    | 2  | 4   | 12  | 8   | 16   | 40    |
| 10  | Sud América Montevideo    | 18    | 2  | 3   | 13  | 7   | 26   | 58    |

### Klasyfikacja strzelców bramek
| Gole | Piłkarz         | Klub       |
| ---- | --------------- | ---------- |
| 20   | Nicolás Falero  | CA Peñarol |
| 20   | Raúl Schiaffino | CA Peñarol |